# Volmer Jensen VJ-21
Volmer Jensen VJ-21 är ett amerikanskt motorsegelflygplan.
Flygplanet konstruerades av John Carssow och Volmer Jensen, där Carssow som expert på flyginstrument svarade för utformningen av förarkabinen, medan Jensen konstruerade vingar och flygplanskropp.
VJ-21 tillverkades i trä som kläddes med duk. Vingen var högvingad i en självbärande konstruktion. Mitt över vingens centrala del var sex stöttor fastsatta som bar upp motorgondolen. Som kraftkälla valdes en Continental motor som drev en tvåbladig skjutande propeller. Landstället var fast med ett hjul till hälften infällt i flygplanskroppen vid vingens framkant. Flygplanet fick stor uppmärksamhet när piloten Jean Reimer genomförde en tur och retur-flygning från Van Nuys Kalifornien till Florida sommaren 1947. Flygningen genomfördes på en månad.
Efter att prototypflygplanet flygutprovats var det meningen att en serietillverkning skulle ske vid Jarvis Manufacturing i Glendale. Men serieflygplanen skulle vara tillverkade i metall och vara godkända för avancerad flygning. Av brist på finansiering avbröts projektet. Den enda tillverkade VJ-21 finns idag utställd på Wings of History Museum i San Martin Kalifornien.